# Альфред Гармсворт, 1-й віконт Норткліфф
Альфред Чарльз Вільям Гармсворт, 1-й віконт Норткліфф (англ. Alfred Charles William Harmsworth, 1st Viscount Northcliffe, 15 липня 1865 — 14 серпня 1922) — британський газетний і видавничий магнат. Будучи власником Daily Mail і Daily Mirror, він був першим розробником популярної журналістики та мав величезний вплив на британську громадську думку в Едвардіанську еру. Лорд Бівербрук сказав, що він «найвеличніша постать, яка коли-небудь крокувала Фліт-стріт». Приблизно на початку 20-го століття було все більше спроб розвинути популярну журналістику, призначену для робітничого класу і схильну підкреслювати сенсаційні теми. Хармсворт був головним новатором.
Норткліфф відіграв важливу роль під час Першої світової війни, особливо критикуючи уряд щодо кризи Шелл 1915 року. Він керував місією до нового союзника, Сполучених Штатів, протягом 1917 року, і був директором ворожої пропаганди протягом 1918 року.
У його Amalgamated Press працювали такі письменники, як Артур Мі та Джон Хаммертон, а його дочірня компанія, Educational Book Company, видала The Harmsworth Self-Educator, The Children's Encyclopædia та Harmsworth's Universal Encyclopaedia. Покидаючи виклик домінуванню популярності «грошівок пенні» серед британських дітей, починаючи з 1890 -х півпенсові періодичні видання Harmsworth, такі як Illustrated Chips, мали фактичну монополію на комікси у Великій Британії аж до появи коміксів DC Thomson у 1930-х роках.

## Біографія
Народився в Чапелізод, графство Дублін, син Альфреда та Джеральдін Гармсворт, здобув освіту в Стемфордській школі в Лінкольнширі, Англія, з 1876 року та в школі Хенлі Хаус у Кілберні, Лондон, з 1878 року. Майстром у Henley House, який мав довести важливе значення для його майбутнього, був Дж. В. Мілн, батько А. А. Мілна, який, за словами Герберта Уеллса, навчався з ним у той час і спонукав Гармсворта створити шкільний журнал. У 1880 році він вперше відвідав дискусійний клуб Sylvan, заснований його батьком, і в якому він пізніше служив скарбником.
Починаючи як журналіст-фрілансер, він заснував свою першу газету Answers (оригінальна назва: Answers to Correspondents ), а пізніше йому допомагав його брат Гарольд, який був досвідченим у бізнесі. Гармсворт мав інтуїтивне відчуття того, що читаюча публіка хоче купити, і почав серію дешевих, але успішних періодичних видань, таких як Comic Cuts (слоган: «Забавно, але не вульгарно») і журнал для жінок « Незабудка ». З цих періодичних видань він створив найбільшу періодичну видавничу компанію в світі, Amalgamated Press. Його півпенсові періодичні видання, опубліковані в 1890-х роках, зіграли роль у занепаді вікторіанських пенні-дредфулів.

## Шлюб
Альфред Хармсворт одружився з Мері Елізабет Мілнер 11 квітня 1888 року. У 1918 році вона була призначена Дамою Великого Хреста Ордена Британської імперії (GBE) і Дамою Грейс, Ордена Святого Іоанна (D.St.J). Спільних дітей у них не було.

## Політичний вплив
До 1914 року Норткліфф контролював 40% тиражів ранкових газет, 45% вечірніх і 15% недільних газет у Британії.

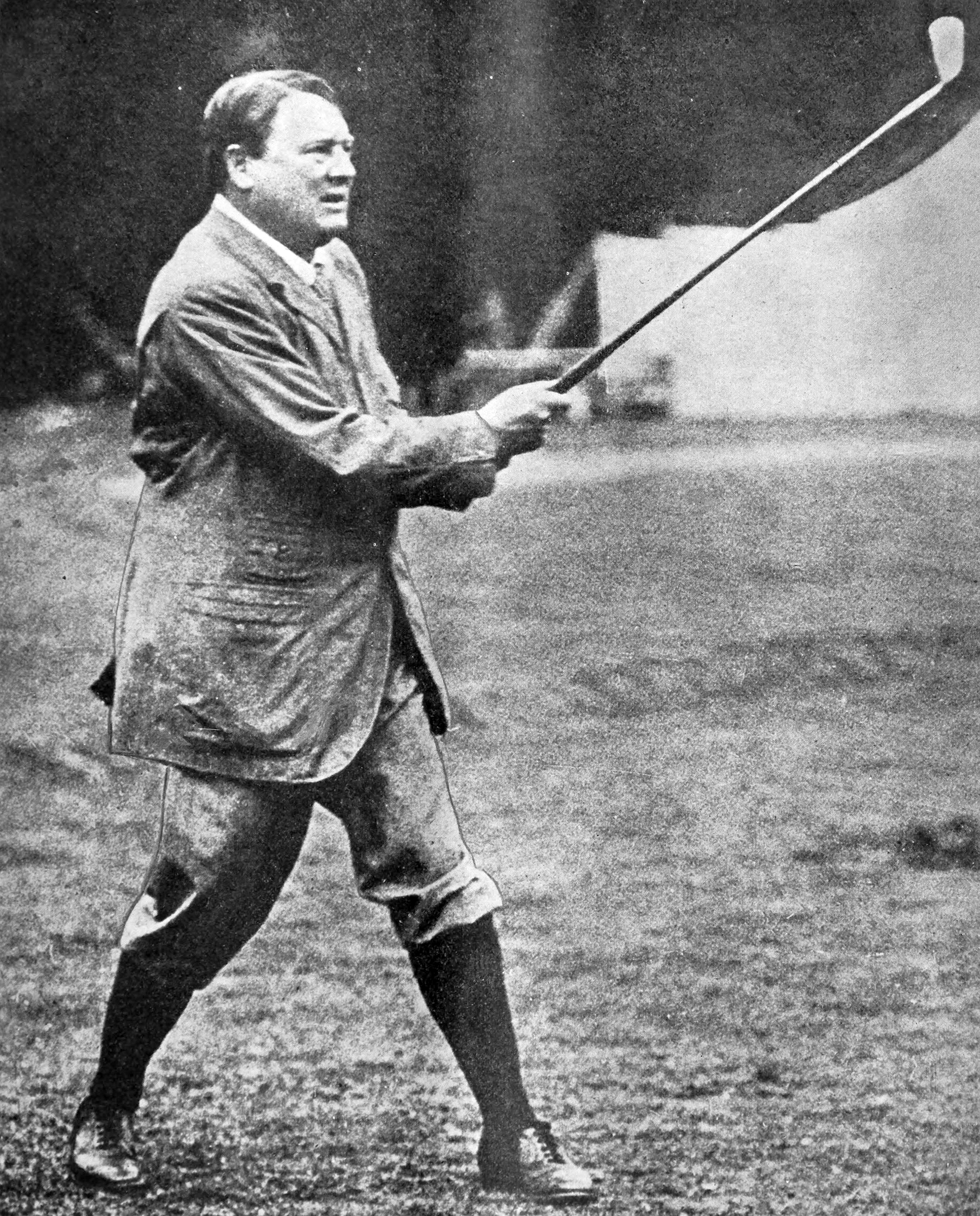
Червень 1917 року

Володіння Норткліффом The Times, Daily Mail та іншими газетами означало, що його редакційні статті впливали як на «класи, так і на маси». Це означало, що в епоху, коли ще не було радіо, телебачення чи Інтернету, Норткліфф домінував у британській пресі «як ніколи раніше чи після того, як одна людина».

## Спорт
У 1903 році Хармсворт заснував Кубок Гармсворта, першу міжнародну нагороду для перегонів на моторних човнах.

## Смерть
Протягом 1921 року стан здоров'я лорда Норткліффа погіршився в основному через стрептококову інфекцію. Його психічне здоров'я впало; він поводився як божевільний, але історики кажуть, що це була фізична хвороба. Він відправився у світове турне, щоб відновити себе, але це не вдалося. Він помер від ендокардиту у своєму лондонському будинку № 1 Carlton House Gardens 14 серпня 1922 року. Він залишив тримісячну зарплату кожному зі своїх шести тисяч працівників. Виконтство, баронство та баронетство Норткліффа вимерли.